# Берег Скотта
Берег Скотта (англ. Scott Coast) - частина західного узбережжя Землі Вікторії в Східній Антарктиді. Омивається морем Росса.
Протяжність берега становить близько 400 км. Велика частина території зайнята горами Принс-Альберт, на схід яких знаходиться льодовикове плато. Береги облямовані шельфовими і передгірними льодовиками. Окремі ділянки узбережжя вільні від льоду. Найбільша така ділянка - оаза Вікторія, в сухих долинах якої розташовані своєрідні розкриті від льоду озера з температурою води в нижніх горизонтах більше 20-25°С. В одній з таких сухих долин перебувала новозеландська полярна станція Ванда, де 5 січня 1974 року була зафіксована найвища температура в Антарктиді - 14,8° C  .
Берег названий на честь англійського мореплавця Роберта Скотта.